# Mrs. Brown
Mrs. Brown is een Britse romantische film uit 1997.

## Rolverdeling
| Acteur            | Personage                        |
| ----------------- | -------------------------------- |
| Gerard Butler     | Archie Brown                     |
| Geoffrey Palmer   | Henry Ponsonby                   |
| Judi Dench        | Queen Victoria                   |
| Billy Connolly    | John Brown                       |
| Antony Sher       | Prime Minister Benjamin Disraeli |
| Richard Pasco     | Doctor Jenner                    |
| Oliver Kent       | Prince Alfred                    |
| Georgie Glen      | Lady Churchill                   |
| Bridget McConnell | Lady Ely                         |
| Claire Nicolson   | Princess Louise                  |
| Sara Stewart      | Princess Alexandra               |
| David Westhead    | Prince of Wales (Bertie)         |
| Finty Williams    | Princess Helena                  |
| Hattie Ladbury    | Princess Alice                   |
| Alex Menzies      | Prince Arthur                    |
| Simon McKerrell   | Prince Leopold                   |

## Prijzen en nominaties
| Jaar | Prijs                                                                | Genomineerde(n)           | Uitslag     |
| ---- | -------------------------------------------------------------------- | ------------------------- | ----------- |
| 1998 | Golden Globe Award for Best Actress - Drama Film                     | Judi Dench                | Gewonnen    |
| 1997 | BAFTA Award for Best Actress in a Leading Role                       | Judi Dench                | Gewonnen    |
| 1997 | BAFTA Award for Best Costume Design                                  | Deirdre Clancy            | Gewonnen    |
| 1997 | Academy Award for Actress in a Leading Role                          | Judi Dench                | Genomineerd |
| 1997 | BAFTA Award for Best Actor in a Leading Role                         | Billy Connolly            | Genomineerd |
| 1997 | BAFTA Award for Best Actress in a Leading Role                       | Judi Dench                | Genomineerd |
| 1997 | BAFTA Award for Best Film                                            | Sarah Curtis              | Genomineerd |
| 1997 | BAFTA Award for Best British Film                                    | Sarah Curtis, John Madden | Genomineerd |
| 1998 | Golden Globe Award for Best Actress - Drama Film                     | Judi Dench                | Genomineerd |
| 1998 | Satellite Award for Best Supporting Actor u2013 Drama                | Billy Connolly            | Genomineerd |
| 1998 | Satellite Award for Best Costume Design                              | Deirdre Clancy            | Genomineerd |
| 1997 | BAFTA Award for Best Costume Design                                  | Deirdre Clancy            | Genomineerd |
| 1998 | Screen Actors Guild Award for Best Actress - Motion Picture          | Judi Dench                | Genomineerd |
| 1998 | Screen Actors Guild Award for Best Supporting Actor - Motion Picture | Billy Connolly            | Genomineerd |
| 1997 | BAFTA Award for Best Production Design/Art Direction                 | Martin Childs             | Genomineerd |
| 1997 | BAFTA Award for Best Makeup                                          | Lisa Westcott             | Genomineerd |
| 1998 | Satellite Award for Best Actress u2013 Motion Picture Drama          | Judi Dench                | Genomineerd |
| 1997 | BAFTA Award for Best Original Screenplay                             | Jeremy Brock              | Genomineerd |